# Leinola (Tampere)
Pour les articles homonymes, voir Leinola.
Leinola est un quartier de Tampere en Finlande.

## Description
Leinola est un quartier de l'est de Tampere.
Ses quartiers voisins sont Linnainmaa et Holvasti.
La limite sud du quartier est la voie ferrée Tampere–Haapamäki.
Le quartier est desservi par les lignes de bus 1, 8 et 38 des transports urbains de Tampere. 
La statue de Mannerheim (fi) est érigée à Leinola.
Les noms de rues Lukinkatu, Mikkolankatu et Vestonkatu font référence à d'anciens immeubles d'habitation. 
Le nom Vesto vient du nom du calendrier du saint Sylvestre. 
Le nom de Karjumäenkatu vient de la colline Karjumäki, située du côté nord de la rue, qui était autrefois utilisée comme pâturage pour les porcs. 
Pulkkisenkatu et Pulkkisenraitti portent le nom de Pulkkisenmäki, et le fumoir de Pulkkinen est considéré comme le dernier de la région.

## Galerie

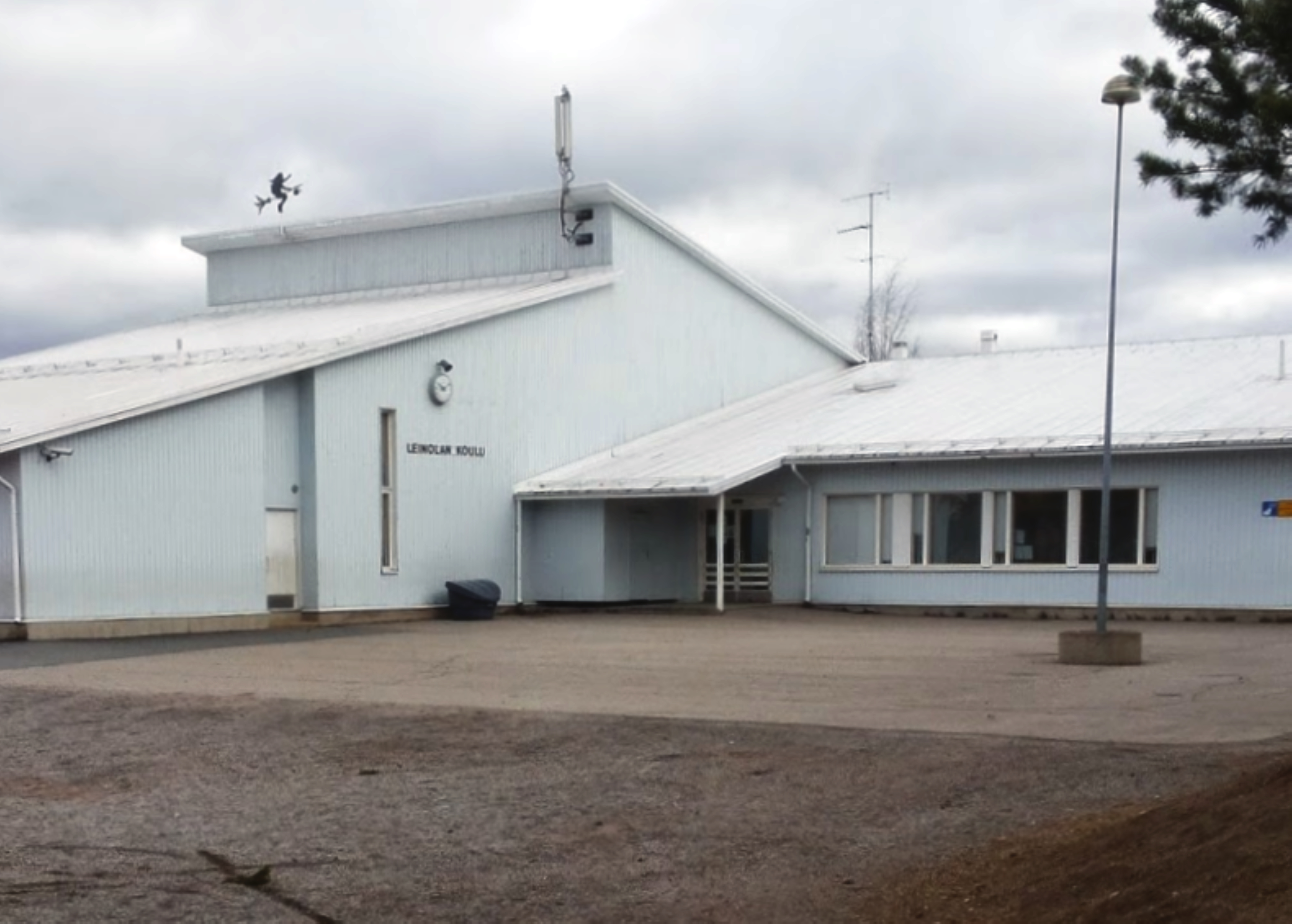
École de Leinola.
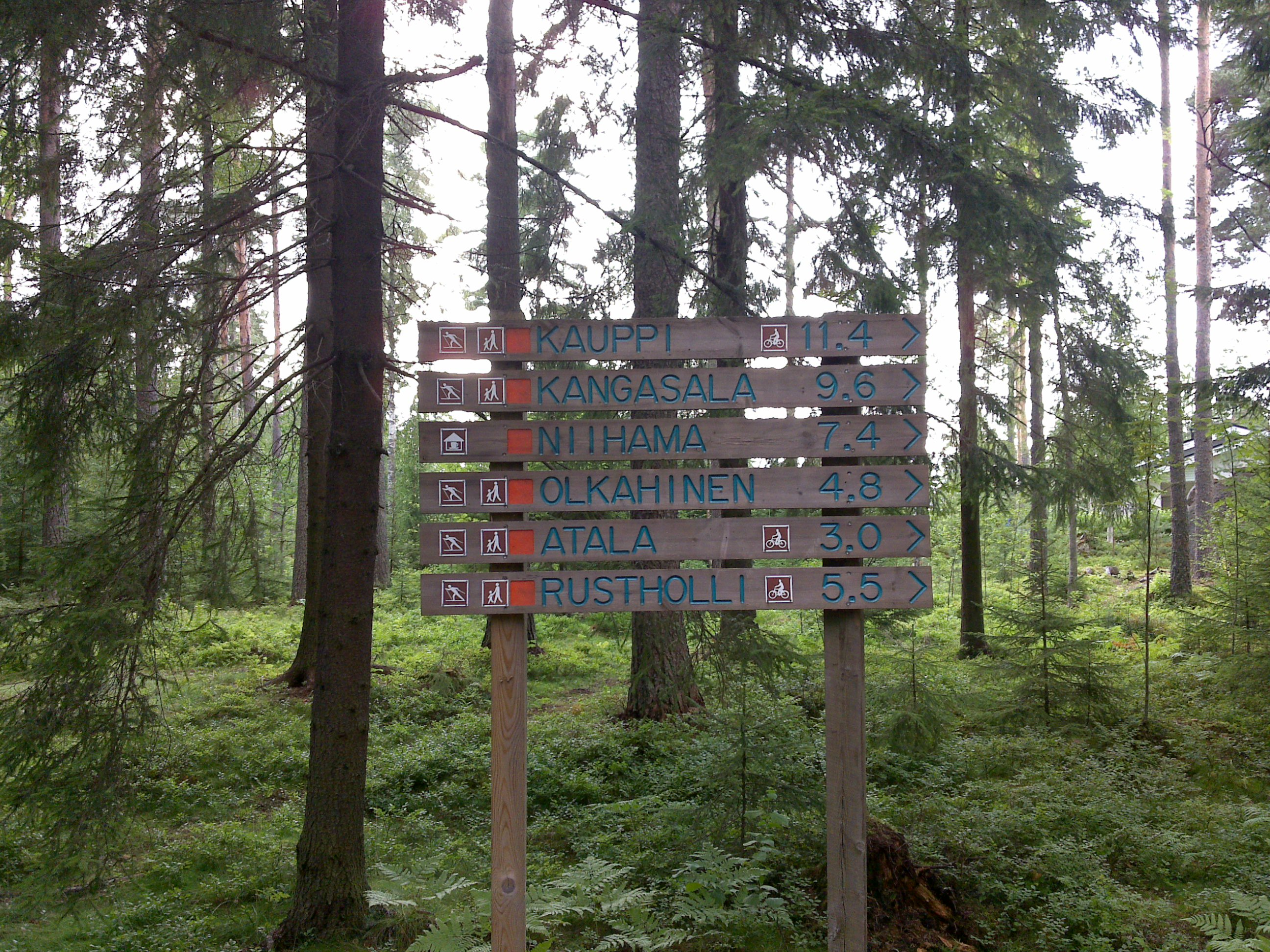
Sentiers.
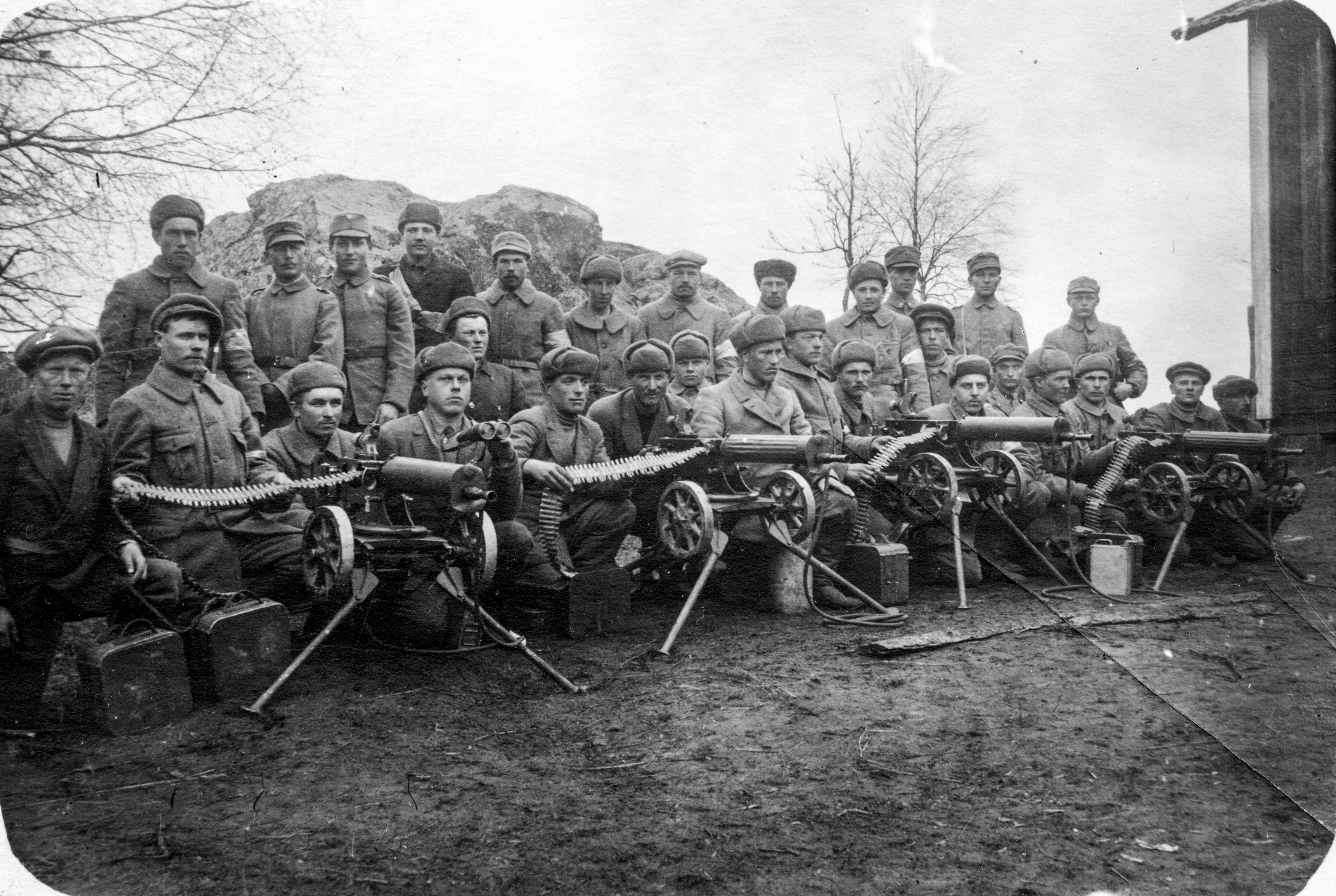
Compagnie de la garde blanche à Leinola le 19 avril 1918 après la prise de Tampere.